# Pajares de la Laguna
Pajares de la Laguna település Spanyolországban, Salamanca tartományban. Pajares de la Laguna Aldeanueva de Figueroa községgel határos. Lakosainak száma 114 fő (2024).

## Népesség
A település népessége az elmúlt években az alábbi módon változott:
| Lakosok száma | 144  | 147  | 149  | 139  | 132  | 119  | 112  | 110  | 104  | 114  |
|               | 2001 | 2004 | 2007 | 2009 | 2012 | 2014 | 2017 | 2019 | 2022 | 2024 |